# Stimmhafter glottaler Frikativ
Der stimmhafte glottale Frikativ (IPA-Zeichen ɦ, ein stimmhafter, an der Stimmritze gebildeter Reibelaut) hat in verschiedenen Sprachen folgende lautliche und orthographische Realisierungen:
Lautliche und orthographische Realisierung des stimmhaften glottalen Frikativs in verschiedenen Sprachen, z. B.:
- Slowakisch
- Tschechisch
- Englisch
- Ukrainisch